# Новопокровское (Донецкая область)
Новопокровское (укр. Новопокровське) — село на Украине, находится в Ясиноватском районе Донецкой области.
Код КОАТУУ — 1425583204. Население по переписи 2001 года составляет 64 человека. Почтовый индекс — 86024. Телефонный код — 6236.

## Адрес местного совета
86024, Донецкая область, Ясиноватский р-н, с. Новосёловка Первая, ул. Первомайская

## История
История Новопокровского начинается на рубеже XVIII - XIX вв., когда перед царским правительством стояла задача освоения завоеванных южных степей, бывшего Дикого поля. Часть земель отводилась под централизованное заселение свободными или казёнными людьми, другая часть выдавалась в качестве награды государственным служащим, в частности военным. Затем постепенно земли стали предметом купли-продажи.   
Точная дата основания поселения неизвестна. 

На Планах (карте) Генерального межевания Бахмутского уезда (1830 г.) на месте современного Новопокровского расположено село Покровское. Село стоит на левом берегу речки Очереватой (левый приток р. Волчья) и состоит из одной улицы, а на его западной окраине расположены церковь и несколько хозяйственных построек. Судя по имеющимся строениям, село существует уже не первый год.

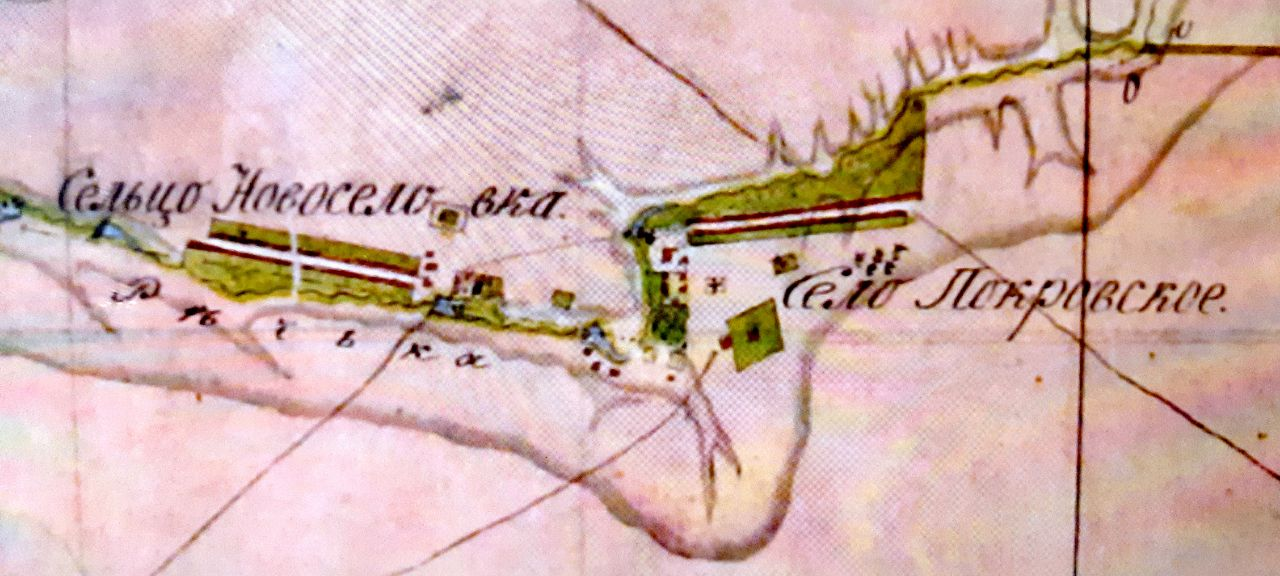
Покровское на карте 1830 г.

Исходя из данных другого источника, в XVIII столетии церковь в означенном месте отсутствовала.
На Столистовой карте Российской империи (1801…1804) гг., никаких поселений на месте будущего Новопокровского ещё нет. 
Таким образом, наиболее вероятным временем основания поселения и строительства в нем церкви являются 1810-е годы.

На карте Стрельбицкого (1862 г.) Покровское поименовано как Семеновское, число дворов в нём не указано, что говорит об их малом количестве. 

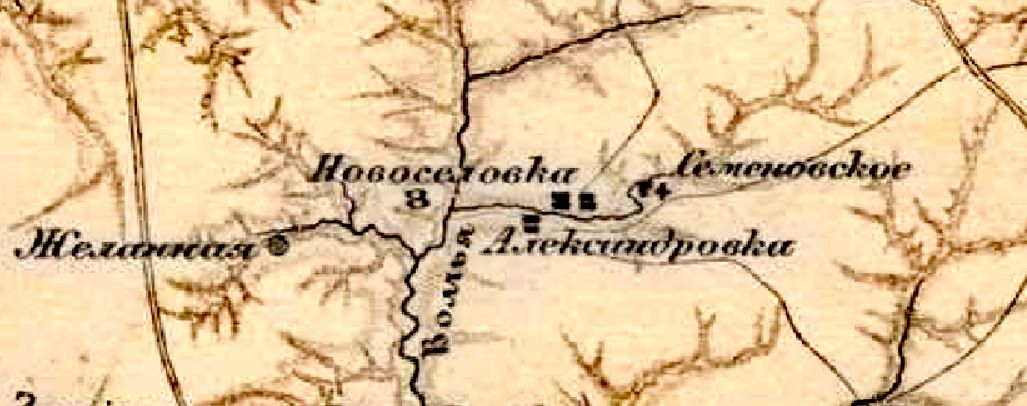
Карта Стрельбицкого 1862 г.

В Списках населенных мест Бахмутского уезда за (1859…1873) гг. Покровское именуется владельческим селом Семеновка, расположенным «По левую сторону от большой Черноморской чумацкой дороги» при речке Очеретяной. Число дворов 22, жителей мужского пола – 115, женского – 110, в наличии православная церковь.

На карте за (1877…1888) гг. поселение поименовано как Семеновское и в скобках дублируется вторым названием – Очеретино. На карте хорошо нанесена балка Очеретина, но речка в балке не обозначена. Возле поселения присутствует несколько ветряных деревянных мельниц.

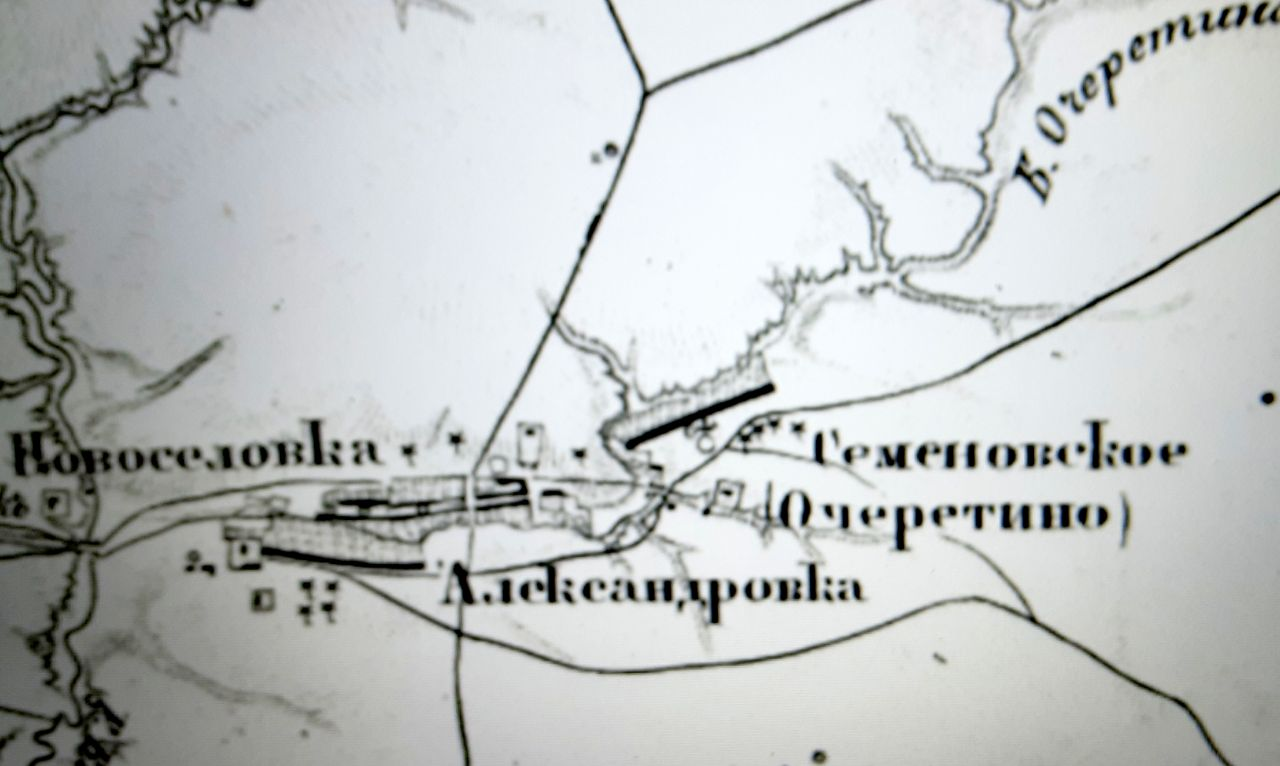
Покровское на карте 1877…1888

Кто был первым владельцем поселения неизвестно, но обращает на себя внимание факт использования в различных изданиях ХIX в. топонимов, связанных с личным именем/фамилией Семён/Семёнов. 
В фондах Донецкого областного архива сохранились метрические книги за (1869...1903) гг. Покровской церкви с. Покровское Екатеринославской Духовной Консистории Бахмутского уезда. Судя по записям в этих книгах, функционировала церковь до 1903 г. включительно. С 1904 г. её функции стала выполнять Николаевская церковь соседней Новосёловки, о чем свидетельствуют записи в метрических книгах этой церкви. При этом Новоселовка меняет свой статус с деревни на село, а Покровское из села становится хутором Ново-Покровским.
Покровский храм получил своё название в честь православного праздника Покров Пресвятой Богородицы. По имени храма называли приход – Покровский, отсюда и название села – Покровское.  В метрических книгах Покровской и Николаевской церквей село никогда не именуется Семеновкой или Семеновским, только Покровское, а с 1904 г. - хутор Ново-Покровский.
Согласно метрикам Покровской церкви, до 1873 г. социальный статус основной массы окрестных прихожан – «крестьяне собственники», далее в записях фигурируют просто "крестьяне" с привязкой к месту проживания. Изредка встречаются и другие категории – учителя, дворяне, отпущенные по билету солдаты, мещане, уволенные по акту, отпущенные по акту, отставные солдаты, солдатские вдовы, солдатки. Исключение составляют жители соседней деревни Орловка, они - государственные крестьяне.
Из метрик также следует, что на рубеже веков в Покровское / Ново-Покровский идёт переселение крестьян из Селидовки.
В списках населенных мест Бахмутского уезда изданий 1902 и 1911 гг. с. Покровское / х. Ново-Покровский не упоминаются.
Согласно Справочной книге Екатеринославской епархии за 1908 г. в Ново-Покровском в то время было 19 дворов, где проживало 76 прихожан мужского пола и 86 женского. Все жители православные малороссы. В аналогичном издании 1913 года число дворов не указывается, жителей мужского пола 140, женского 114. 
На карте Артемовского округа 1928 г. поселение поименовано как Семеновское и имеет те же очертания, что и на картах XIX в. – одна улица вдоль балки. 

В 1936 г. х. Ново-Покровка входит в Новоселовский №1 сельсовет.

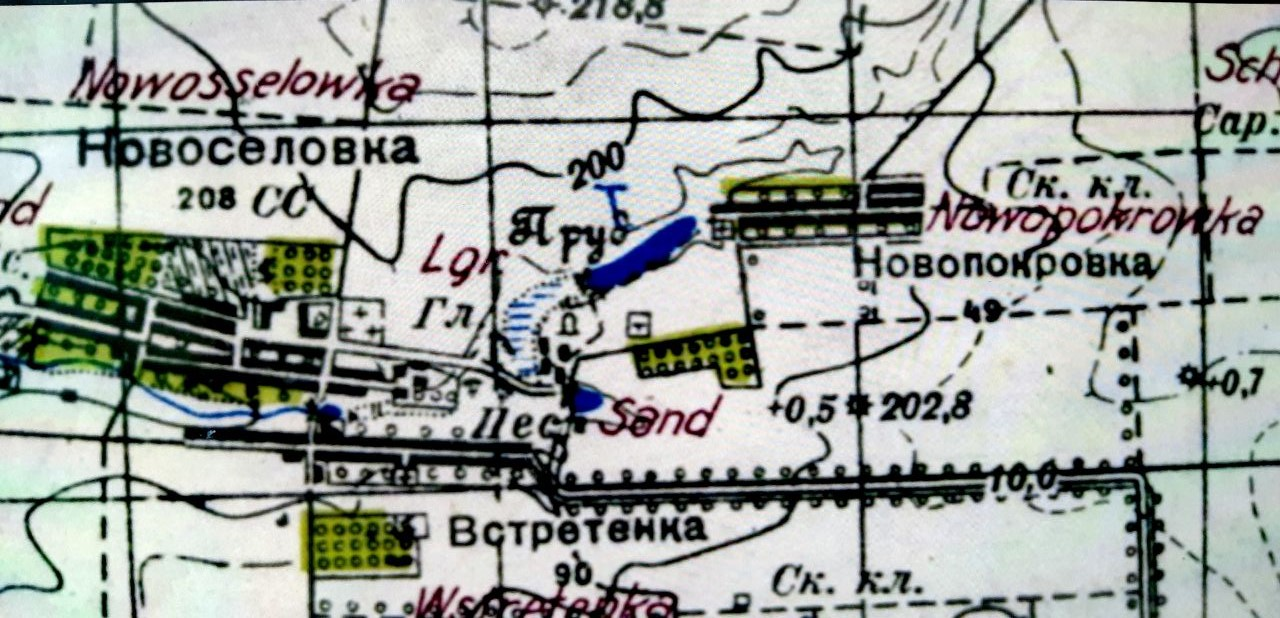
Покровское на карте 1941 г.

На карте 1941 г. Новопокровка обозначена одной улицей с двумя рядами домов. На восточной окраине северного ряда домов видны два хозяйственных строения. Относительно более старых карт поселение сдвинулось вверх по балке.

12 июня 2024 года село перешло под контроль ВС РФ.